# 正木頼忠
正木 頼忠（まさき よりただ）は、戦国時代から江戸時代初期にかけての武将。安房正木氏の一族である勝浦正木氏の当主。正木時忠の五男。正木時通の弟。初名は時長（ときなが）。環斎という雅号を持つ。
正室智光院は『寛政重修諸家譜』などでは北条氏隆（北条氏尭の誤伝または田中泰行の娘で北条氏尭の養子とも）の娘とあり、『南紀徳川史』では田中泰行の娘（板部岡江雪斎の姉、氏隆養女）とあり、『正木家譜』では岡本氏とある。継室は里見義堯の娘。または娘蔭山殿は『南紀徳川史』では蔭山氏広の娘もしくは冷川村百姓の娘とある。

## 生涯
天文20年（1551年）、正木時忠の五男として生まれる。父の時忠は安房里見氏の家臣であり、安房正木氏の嫡流である大多喜正木氏の正木時茂の東上総侵攻に従い勝浦城を任され、勝浦正木氏を興していた。時茂の死後、大多喜正木氏の勢力が弱まると、時忠は里見氏からの自立を目論み、永禄7年（1564年）に里見氏を裏切って北条氏康に属し、五男の頼忠は人質として12歳で小田原城に送られた。数年間北条氏のもとで人質として暮らすが、北条氏隆の娘智光院と結婚するなどかなり優遇されていた。
天正3年（1575年）に兄の時通が急死し、翌天正4年（1576年）には父も死去したため、天正3年（1575年）から天正5年の間に房総に帰国する。勝浦正木氏の家督を相続したが、妻や子の為春達は小田原に残すことになった。この家督相続の時期に初名の時長から頼忠に改名している。時忠の五男でありながら､結果的に家督を継承することができた｡この背景には里見・北条双方の後押し、後ろ盾があったと推測され、頼忠が里見氏・北条氏を結ぶ太いパイプ役として重要で、さらに相互の利益を代弁し同盟の実をあげる役割を果たしたと推測されている。天正6年（1578年）の里見義弘の死後に梅王丸と義頼との間で家督相続争いが勃発したが、頼忠は義頼に味方して当主としての擁立に協力した。これに反発した大多喜正木氏の正木憲時が反乱を起こすと、義頼とともに大多喜正木氏を攻め滅ぼした。その後、里見義堯の娘を後室として迎え、天正15年（1587年）には北条氏と交渉し、小田原で人質となっていた直連と為春を上総に呼び戻した。なお、前室は蔭山氏広の室となり、蔭山殿は氏広の養女として育てられたとされる。
天正18年（1590年）、豊臣秀吉の小田原征伐により北条氏が滅亡すると、秀吉の命令で徳川家康が関東に移封されたため、里見氏は上総国を失うことになり、勝浦正木氏も上総国の所領を捨てて安房国に去った。鴨川市内の成川には環斎屋敷と伝えられる館状の遺構が残っており、安房に退去した後に住した館跡とされる。
天正20年（1592年）に剃髪し、日嘯（日正）と号して法華経を寄進している。娘蔭山殿が家康に見初められ側室として寵愛を受けるようになると、慶長3年（1598年）に家康より徳川氏への出仕を求められたが、頼忠は固辞し、代わりに次男の為春が出仕に応じている。また娘蔭山殿が家康の側室となってからは、頼忠は里見氏から一門扱い（『里見分限帳』）という格別な待遇を与えられる。慶長8年（1603年）には長男の直連が松平忠吉（徳川家康の四男）の家臣となった。
文禄5年､里見義康とともに上洛する。その際「花洛（京都）東山大仏（京の大仏）在旅の刻」に買い求めたという「太平記」が現存しており、文芸面での教養・関心が窺える品である。
慶長17年（1612年）、大御所となっていた家康に駿府城で拝謁するが、なおも出仕は望まず、変わらず里見氏に仕えた（『徳川実紀』）。慶長19年（1614年）12月19日、落馬をして寝込んだ時に、徳川家康は与安法印に命じて打撲傷に効果がある摩沙円を頼忠に与えている（『駿府記』）（『徳川実紀』）。里見氏が改易となり没落した後は次男の為春を頼り、元和5年（1619年）に為春が蔭山殿の子である徳川頼宣に従って紀伊に入部すると、頼忠も紀伊に移って余生を過ごした。元和8年（1622年）8月19日に紀伊で死去。享年72歳。法号は了法院日正居士。紀伊国那賀郡貴志荘上野山村（現在の和歌山県紀の川市貴志川町）に埋葬され、当地には元和9年（1623年）に為春によって了法寺が建立された。了法寺は慶安3年（1650年）に名草郡坂田村（現在の和歌山県和歌山市）に移転し、頼忠の墓所も改葬されている。
辞世の句があり、「萌茂り  色つきぬれは  かかる野の  草葉にひとし  人の世白し」「七十や  憂世の夢を  水の淡の  消えて残らぬ  うつつ成ける」。
頼忠の子のうち、三男の菊松は糟谷氏の養子となり軍次郎と名乗る。父のいる勝浦城へ行くや否や、梅王丸を巡る里見氏の家督相続争いに巻き込まれ、後に正木憲時が勝浦城を攻めた際、頼忠は菊松を脱出させ（蔭山殿の布晒しと言われている故事）河津の実母の元へ逃した。その後、正木姓に復した軍次郎は正木織部を名乗り、清水小太郎の女を娶る。秀吉の小田原征伐の際、蔭山氏広が母親と蔭山殿を連れて逃れたのち、北条屋敷を引き継ぎ帰農した。四男の康長は江戸幕府の旗本となった。

## 系譜
- 正室：智光院
  - 三浦為春 - 紀州徳川家家老
  - 蔭山殿 - 蔭山氏広養女、徳川家康側室
- 継室：里見義堯の娘
- 生母不明の子女
  - 正木直連 - 松平忠吉家臣、早世
  - 正木織部（糟谷軍次郎）
  - 正木康長 - 江戸幕府旗本
  - 正木時明 - 松平忠輝家臣
  - 三浦定利 - 紀州徳川家家臣
  - 真鍋定時
  - 沼間清許室
- 養子
  - 正木義俊 - 里見義弘子